# Faze to love
「Faze to love」（フェイズ トゥー ラブ）は、橋本みゆきの5枚目のシングル。2005年11月2日にLantisより発売された。

## 概要
前作「Be Ambitious,Guys!」から2か月ぶりのリリースとなる2005年4作目のシングル。表題曲はテレビアニメ『ガンパレード・オーケストラ』のオープニングテーマとして使用された。
本作より齋藤真也が作曲を担当しているためか、トランス調に仕上がっている。
本人のアーティスト写真がジャケットに使用された初のシングルでもある。

## 収録曲
（全作詞：畑亜貴）
1. Faze to love [4:24] 
  - 作曲・編曲：齋藤真也
2. ありがと! [3:48]
  - 作曲：mia、編曲：鈴木マサキ
3. Faze to love (off Vocal)
4. ありがと! (off Vocal)

## タイアップ
| 曲名         | タイアップ                                                   |
| ------------ | ------------------------------------------------------------ |
| Faze to love | テレビアニメ『ガンパレード・オーケストラ』オープニングテーマ |

## 収録アルバム
| 曲名         | 収録アルバム        | 発売日        | 備考                    |
| ------------ | ------------------- | ------------- | ----------------------- |
| Faze to love | 『Lovey-dovey』     | 2006年6月28日 | 1作目のベストアルバム。 |
| Faze to love | 『ten years carat』 | 2013年6月12日 | 6作目のベストアルバム。 |